# Parc Murinsky
 (octobre 2024).
Le parc Murinsky est un parc situé dans la plaine inondable du ruisseau Murinsky, dans le District de Kalinine à Saint-Pétersbourg.

## Histoire du parc
La décision de créer une zone de loisirs dans la plaine inondable du ruisseau a été prise dans les années 1980, mais elle est restée longtemps sur le papier. Les travaux actifs de remise en état des terres et des lits des rivières ont commencé au début des années 2000.
Le territoire du parc Murinsky aux premières étapes de construction a une superficie totale de 115,33 hectares, soit environ 1/6 de la superficie totale des espaces verts du District de Kalinine.
Fin 2006, le complexe commercial et de divertissement Rodeo Drive avec un parc aquatique du même nom est apparu à la frontière ouest du parc.
Le 1er août 2009, la première piste cyclable de Saint-Pétersbourg est apparue dans le parc Murinsky.
En 2010, le complexe sportif Nova Arena avec un terrain de football a été construit dans le parc, et à l'hiver 2012-2013, un éclairage LED a été installé.
En juin 2018, la zone de plaine inondable du ruisseau à l'est de l'avenue Grazhdansky a été ajoutée au parc après son amélioration. Une piste de rollerski y a été aménagée. Grâce à l'ajout d'une nouvelle section, la superficie du parc s'est étendue à environ 150 hectares.
Sur le territoire mentionné ci-dessus, depuis le siège de Leningrad, des bosses antichar ont été préservées, qui feront partie du musée ouvert et de l'espace de loisirs créé dans un style militaire.

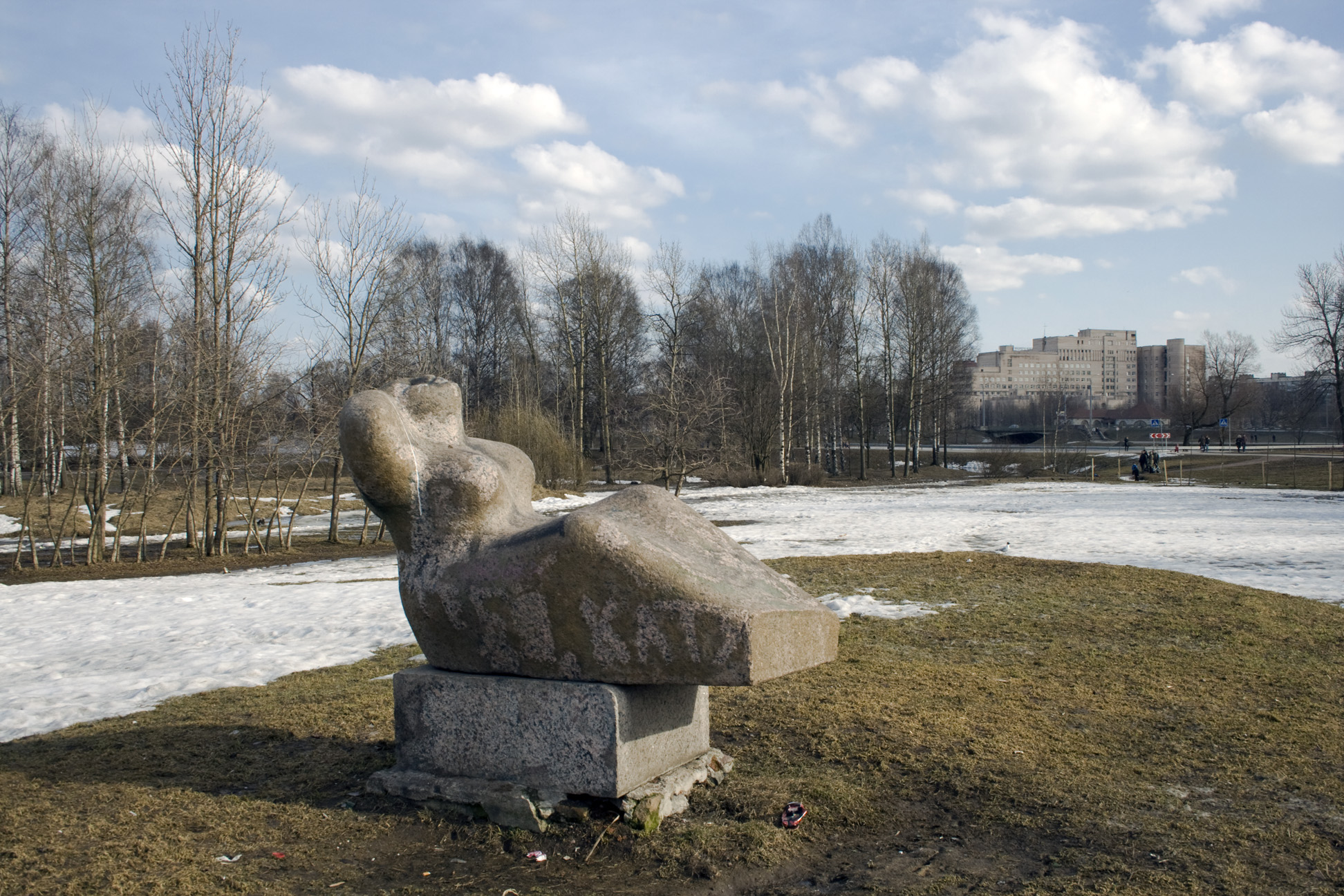
Parc Murinsky, sculpture « Terre ». Sculpteur A. N. Chernitsky. Installé en 1987 ou 1988. Matériau : granit. Hauteur 115 cm

Sur le territoire du parc se trouve un jardin de sculptures. Le jardin a été créé en 1985 par le sculpteur Alexander Chernitsky, c'est pourquoi le lieu porte parfois son nom. Dans les années 1980, six de ses statues s'y trouvaient. Depuis, seules quatre œuvres du maître ont survécu, elles ne font pas plus d'un mètre et demi de haut et sont en granit.

## Galerie

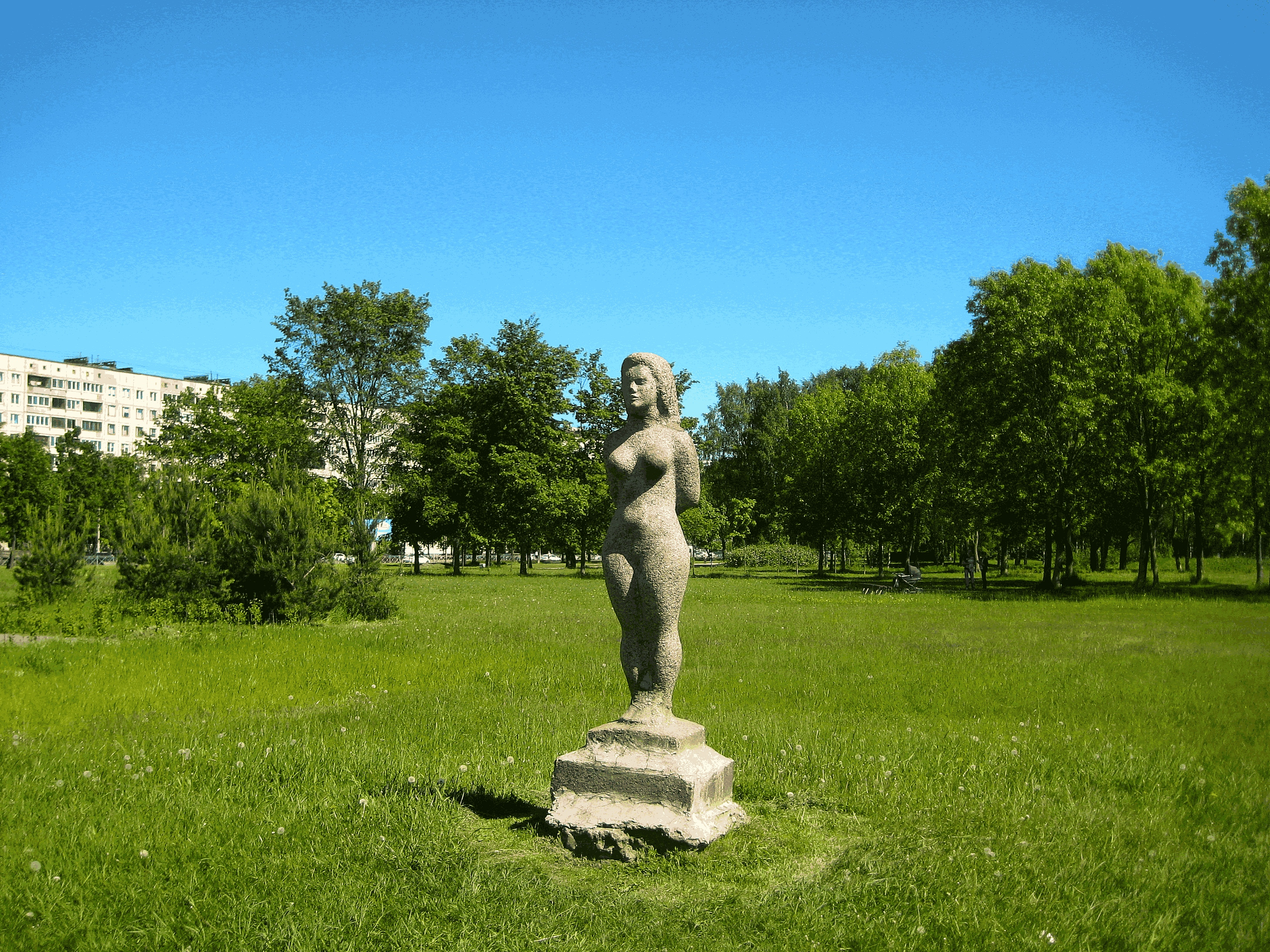
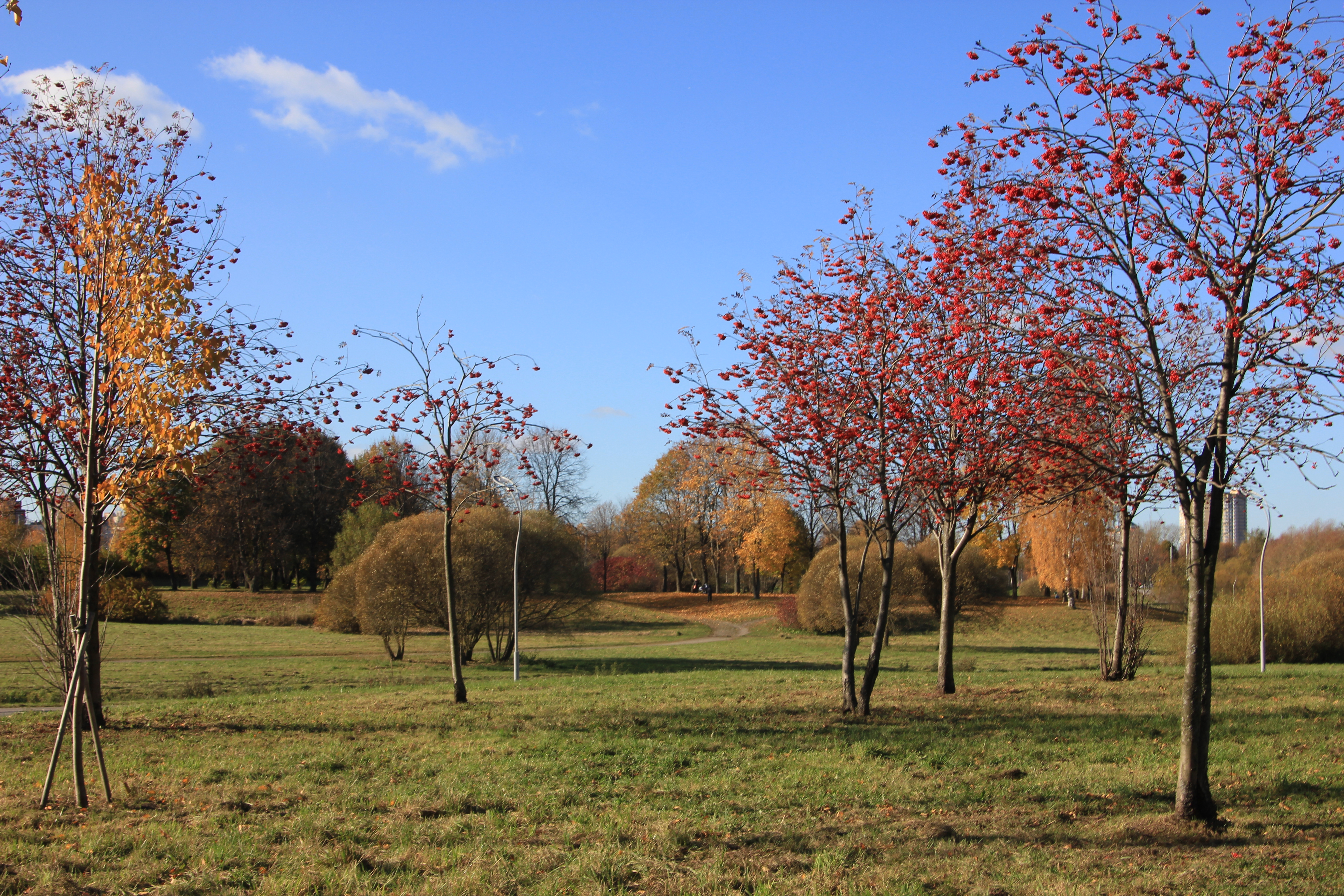
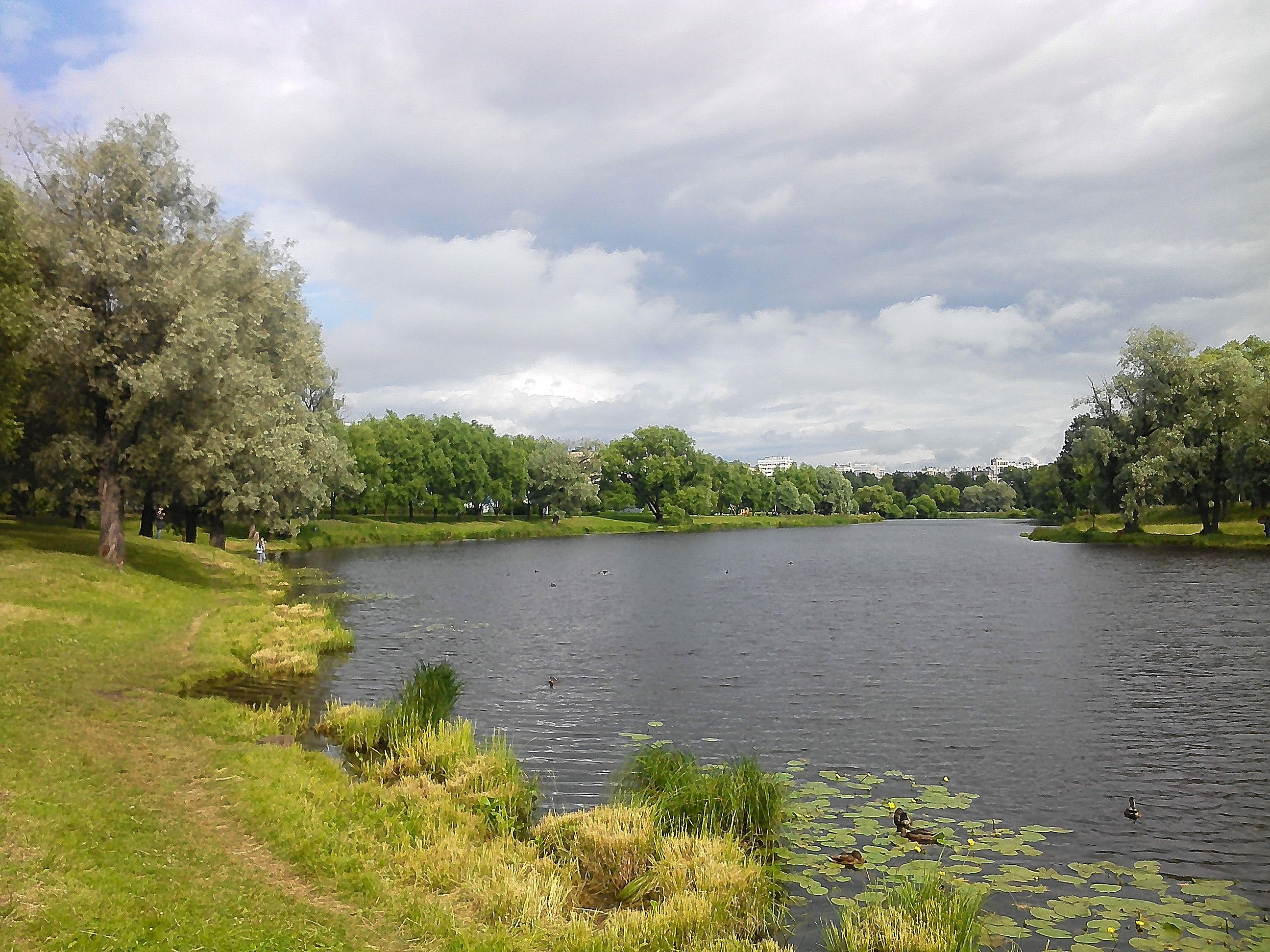
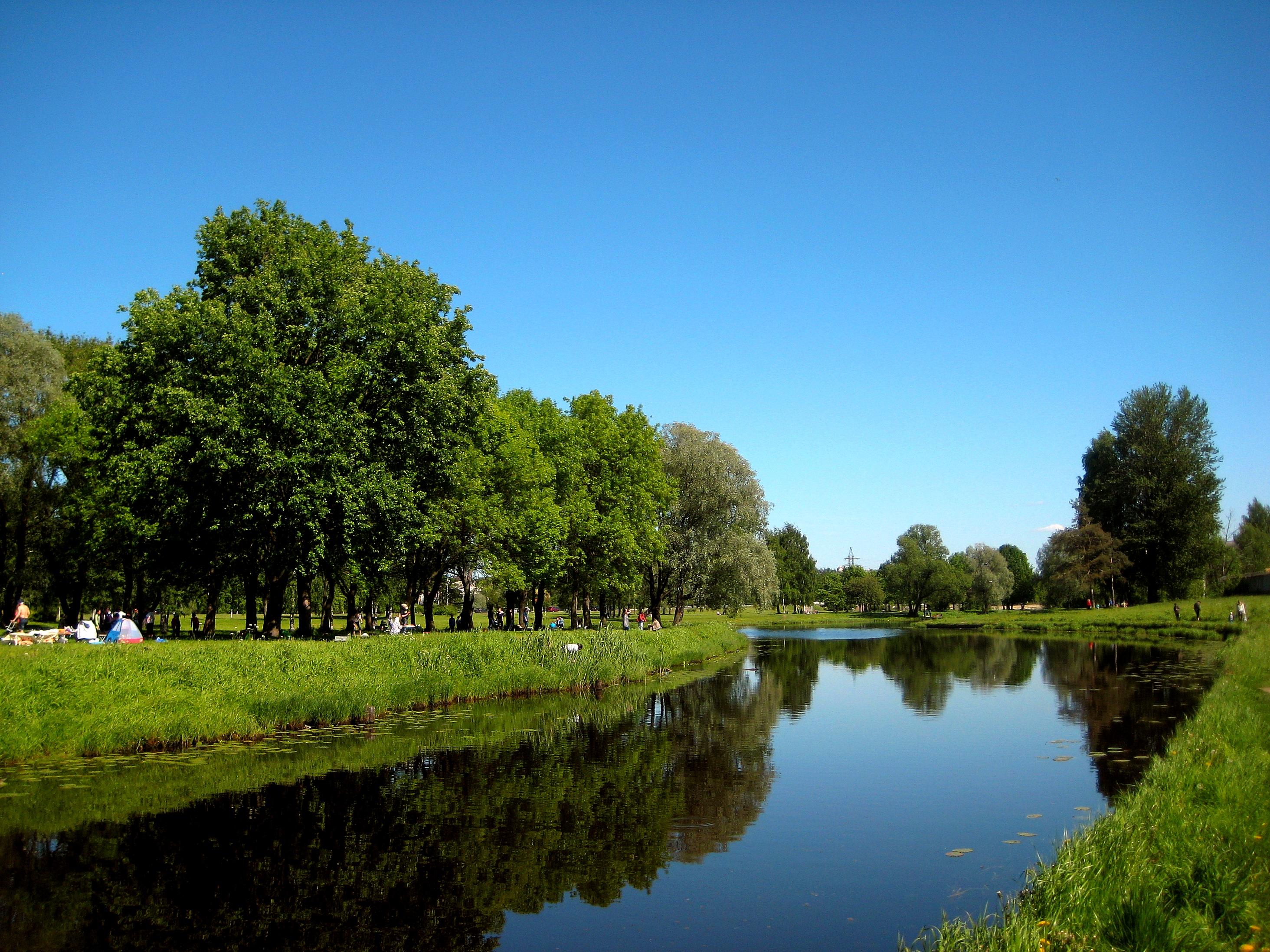
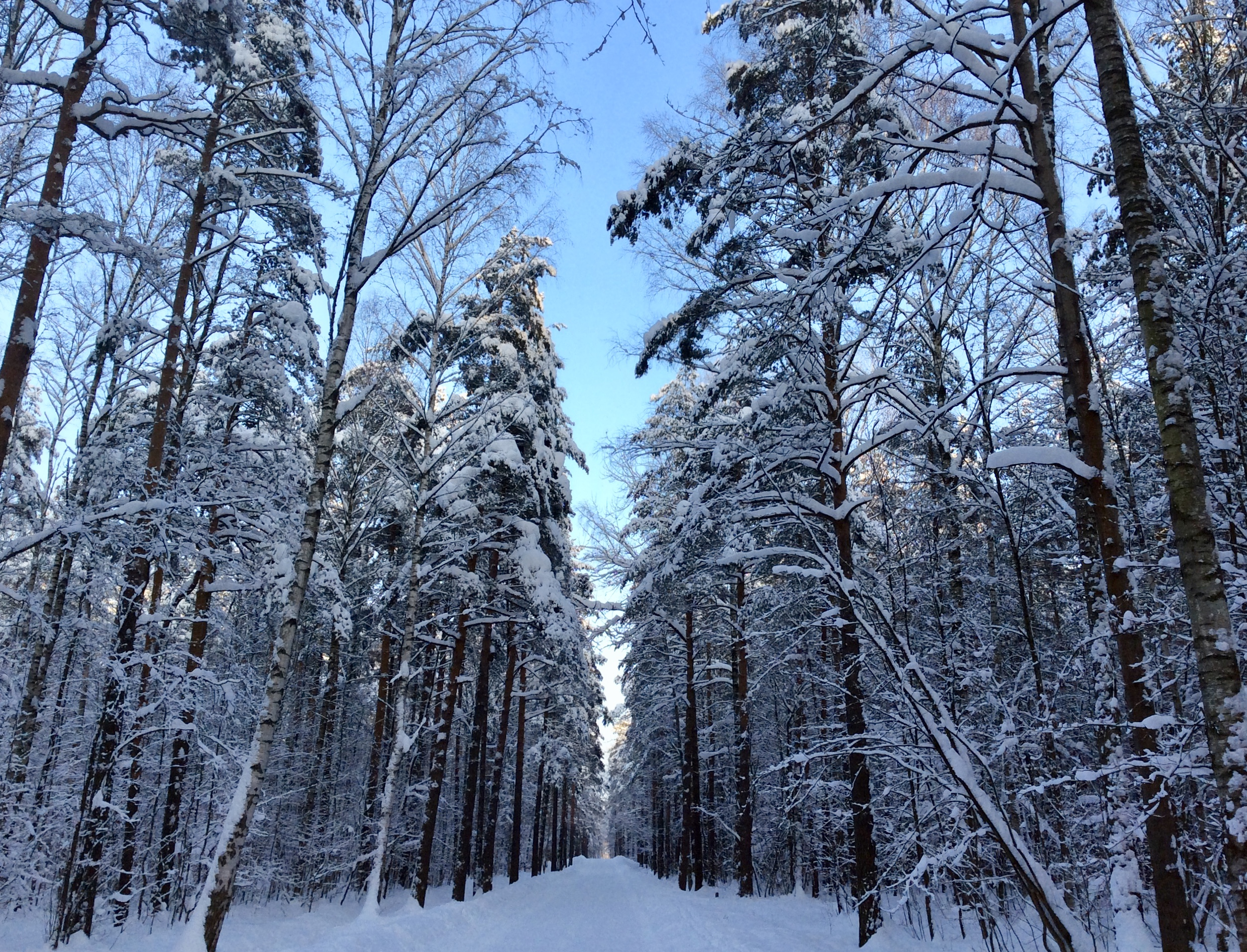

## Liens
- [vidéo] « habitants de Saint-Pétersbourg sont sortis pour défendre le parc Murinsky. Réunion. Traduction sotavision. 13 Août 2019 », sur YouTube